# Rally di Monte Carlo 2012
Il Rally di Monte Carlo, che si è corso dal 17 al 22 gennaio, è stato il primo della stagione 2012 e ha registrato la vittoria di Sébastien Loeb.

## Risultati

### Classifica
| Pos      | Pilota            | Co-pilota           | Auto                       | Tempo     | Distacco  | Punti    |
| Generale | Generale          | Generale            | Generale                   | Generale  | Generale  | Generale |
| -------- | ----------------- | ------------------- | -------------------------- | --------- | --------- | -------- |
| 1.       | Sébastien Loeb    | Daniel Elena        | Citroën DS3 WRC            | 4:32:39.9 | 0.0       | 28       |
| 2.       | Dani Sordo        | Carlos del Barrio   | Mini John Cooper Works WRC | 4:35:25.4 | 2:45.5    | 18       |
| 3.       | Petter Solberg    | Chris Patterson     | Ford Fiesta RS WRC         | 4:35:54.1 | 3:14.2    | 15       |
| 4.       | Mikko Hirvonen    | Jarmo Lehtinen      | Citroën DS3 WRC            | 4:36:46.7 | 4:06.8    | 14       |
| 5.       | Evgeny Novikov    | Denis Giraudet      | Ford Fiesta RS WRC         | 4:38:43.3 | 6:03.4    | 11       |
| 6.       | François Delecour | Dominique Savignoni | Ford Fiesta RS WRC         | 4:40:27.8 | 7:47.9    | 8        |
| 7.       | Pierre Campana    | Sabrina de Castelli | Mini John Cooper Works WRC | 4:41:11.3 | 8:31.4    | 6        |
| 8.       | Ott Tänak         | Kuldar Sikk         | Ford Fiesta RS WRC         | 4:43:14.5 | 10:34.6   | 4        |
| 9.       | Martin Prokop     | Zdeněk Hrůza        | Ford Fiesta RS WRC         | 4:48:50.6 | 16:10.7   | 2        |
| 10.      | Armindo Araújo    | Miguel Ramalho      | Mini John Cooper Works WRC | 4:48:56.5 | 16:16.6   | 1        |
| SWRC     |                   |                     |                            |           |           |          |
| 1. (14.) | Craig Breen       | Gareth Roberts      | Ford Fiesta S2000          | 4:57:06.2 | 0.0       | 25       |
| 2. (15.) | Bryan Bouffier    | Xavier Panseri      | Peugeot 207 S2000          | 5:00:05.3 | 2:59.1    | 18       |
| PWRC     |                   |                     |                            |           |           |          |
| 1. (30.) | Michał Kościuszko | Maciek Szczepaniak  | Mitsubishi Lancer Evo X    | 5:35:14.8 | 0.0       | 25       |
| 2. (54.) | Louise Cook       | Stefan Davis        | Ford Fiesta ST             | 7:02:39.6 | 1:27:24.8 | 18       |

### Prove speciali
| Giorno                  | Prova | Ora   | Nome                                               | Lunghezza | Vincitore          | Tempo   | V. media    | Leader del rally   |
| ----------------------- | ----- | ----- | -------------------------------------------------- | --------- | ------------------ | ------- | ----------- | ------------------ |
| Frazione 1 (18 gennaio) | PS1   | 9:03  | Le Moulinon – Antraigues 1                         | 36.87 km  | Sébastien Loeb     | 24:04.0 | 91.92 km/h  | Sébastien Loeb     |
| Frazione 1 (18 gennaio) | PS2   | 10:21 | Burzet – St Martial 1                              | 30.48 km  | Jari-Matti Latvala | 21:28.2 | 85.18 km/h  | Jari-Matti Latvala |
| Frazione 1 (18 gennaio) | PS3   | 14:21 | Le Moulinon – Antraigues 2                         | 36.87 km  | Sébastien Loeb     | 23:47.0 | 93.01 km/h  | Jari-Matti Latvala |
| Frazione 1 (18 gennaio) | PS4   | 16:20 | Burzet – St Martial 2                              | 30.48 km  | Sébastien Loeb     | 20:18.2 | 90.07 km/h  | Sébastien Loeb     |
| Frazione 2 (19 gennaio) | PS5   | 9:33  | Labatie D'Andaure – Lalouvesc 1                    | 19.00 km  | Sébastien Loeb     | 11:22.5 | 100.22 km/h | Sébastien Loeb     |
| Frazione 2 (19 gennaio) | PS6   | 10:14 | St. Bonnet – St. Julien Molhesabate – St. Bonnet 1 | 25.22 km  | Sébastien Loeb     | 12:37.7 | 119.83 km/h | Sébastien Loeb     |
| Frazione 2 (19 gennaio) | PS7   | 11:37 | Lamastre – Gilhoc – Alboussière 1                  | 21.66 km  | Sébastien Loeb     | 13:41.8 | 94.88 km/h  | Sébastien Loeb     |
| Frazione 2 (19 gennaio) | PS8   | 14:50 | Labatie D'Andaure – Lalouvesc 2                    | 19.00 km  | Dani Sordo         | 11:14.9 | 101.35 km/h | Sébastien Loeb     |
| Frazione 2 (19 gennaio) | PS9   | 15:31 | St. Bonnet – St. Julien Molhesabate – St. Bonnet 2 | 25.22 km  | Sébastien Loeb     | 12:29.6 | 121.12 km/h | Sébastien Loeb     |
| Frazione 2 (19 gennaio) | PS10  | 16:54 | Lamastre – Gilhoc – Alboussière 2                  | 21.66 km  | Sébastien Loeb     | 14:00.6 | 92.76 km/h  | Sébastien Loeb     |
| Frazione 3 (20 gennaio) | PS11  | 10:02 | St-Jean-en-Royans – Font d'Urle                    | 23.28 km  | Petter Solberg     | 12:08.6 | 115.03 km/h | Sébastien Loeb     |
| Frazione 3 (20 gennaio) | PS12  | 10:43 | Cimetiere de Vassieux – Col de Gaudissart          | 24.13 km  | Mikko Hirvonen     | 15:47.7 | 91.66 km/h  | Sébastien Loeb     |
| Frazione 3 (20 gennaio) | PS13  | 15:11 | Montauban-sur-l'Ouvèze – Eygalayes                 | 29.89 km  | Mikko Hirvonen     | 17:08.7 | 104.60 km/h | Sébastien Loeb     |
| Frazione 4 (21 gennaio) | PS14  | 15:11 | Moulinet – La Bollène Vésubie 1                    | 23.41 km  | Mikko Hirvonen     | 15:38.4 | 89.81 km/h  | Sébastien Loeb     |
| Frazione 4 (21 gennaio) | PS15  | 15:54 | Lantosque – Lucéram 1                              | 18.81 km  | Petter Solberg     | 12:57.0 | 87.15 km/h  | Sébastien Loeb     |
| Frazione 4 (21 gennaio) | PS16  | 19:34 | Moulinet – La Bollène Vésubie 2                    | 23.41 km  | Petter Solberg     | 15:45.5 | 89.13 km/h  | Sébastien Loeb     |
| Frazione 4 (21 gennaio) | PS17  | 21:17 | Lantosque – Lucéram 2                              | 18.81 km  | Petter Solberg     | 13:05.8 | 86.17 km/h  | Sébastien Loeb     |
| Frazione 5 (22 gennaio) | PS18  | 10:11 | Ste Agnès – Col de la Madone (Power stage)         | 5.16 km   | Sébastien Loeb     | 3:27.8  | 89.39 km/h  | Sébastien Loeb     |

### Power Stage
| Pos | Pilota         | Tempo  | Distacco | V. media   | Punti |
| --- | -------------- | ------ | -------- | ---------- | ----- |
| 1   | Sébastien Loeb | 3:27.8 | 0.0      | 89.39 km/h | 3     |
| 2   | Mikko Hirvonen | 3:29.0 | +1.2     | 88.88 km/h | 2     |
| 3   | Evgeny Novikov | 3:30.4 | +2.6     | 88.29 km/h | 1     |

## Classifiche Mondiali

### Piloti
| Pos | Pilota            | Punti |
| --- | ----------------- | ----- |
| 1   | Sébastien Loeb    | 28    |
| 2   | Dani Sordo        | 18    |
| 3   | Petter Solberg    | 15    |
| 4   | Mikko Hirvonen    | 14    |
| 5   | Evgeny Novikov    | 11    |
| 6   | François Delecour | 8     |
| 7   | Pierre Campana    | 6     |
| 8   | Ott Tänak         | 4     |
| 9   | Martin Prokop     | 2     |
| 10  | Armindo Araújo    | 1     |

### Costruttori
| Pos | Team                                  | Punti |
| --- | ------------------------------------- | ----- |
| 1   | Citroën Total World Rally Team        | 37    |
| 2   | Mini WRC Team                         | 26    |
| 3   | M-Sport Stobart Ford World Rally Team | 16    |
| 4   | Ford World Rally Team                 | 15    |
| 5   | Armindo Araújo World Rally Team       | 4     |
| 6   | Palmeirinha Rally                     | 2     |

### Piloti S-WRC
| Pos | Pilota         | Punti |
| --- | -------------- | ----- |
| 1   | Craig Breen    | 25    |
| 2   | Bryan Bouffier | 18    |

### Piloti P-WRC
| Pos | Pilota            | Punti |
| --- | ----------------- | ----- |
| 1   | Michał Kościuszko | 25    |
| 2   | Louise Cook       | 18    |